# Buenavista (Colima)
Buenavista es una localidad del estado mexicano de Colima. Es parte del municipio de Cuauhtémoc.

## Demografía
| Gráfica de evolución demográfica |
|                                  |

| Censo | Población |
| ----- | --------- |
| 1910  | 850       |
| 1921  | 749       |
| 1930  | 359       |
| 1940  | 628       |
| 1950  | 763       |
| 1960  | 793       |
| 1970  | 1 051     |
| 1980  | 21        |
| 1990  | 1 114     |
| 2000  | 1 117     |
| 2010  | 994       |
| 2020  | 1 129     |